# Trentino - Tirol del Sud
El Trentino – Tirol del Sud (italià: Trentino-Alto Adige; alemany: Trentino-Südtirol; en ladí: Trentin-Südtirol; oficialment: Trentino-Alto Adige/Südtirol) és una regió amb Estatut Especial d'Itàlia. El territori comprèn la regió de parla alemanya del Tirol del Sud, al nord, i la part del Trento (Trentino) al sud, oficialment italòfona però històricament padana i vèneta; algunes valls alpines són de llengua ladina, de la família retoromànica.
El seu primer Consell Regional fou escollit a les eleccions regionals de 1948. D'ençà 1972 les dues províncies membres són autònomes al seu torn, cosa que ha buidat de poder real la regió autònoma, esdevinguda teòrica en bona part.

## Precisions terminològiques
Trentino i Tirol del Sud són els corònims dels dos territoris membres en tant que regions històrico-geogràfiques. Trento i Bozen, pels topònims de les capitals respectives, són les denominacions oficials d'aquests mateixos territoris en tant que demarcacions administratives (províncies); és a dir: "província de Trento" i "província de Bozen". En l'ús oficial, els corònims regionals no s'han aplicat mai a les províncies; però, en canvi, constitueixen, combinats, la designació oficial de la Regió Autònoma, d'ençà la seva constitució el 1948.
Alto Adige, com a denominació oficial italiana del Tirol del Sud (Tirolo del Sud, en italià general), és un terme capciós: fou una innovació terminològica d'Ettore Tolomei (1906), calcada per aquest dels usos napoleònics amb la voluntat explícita de difuminar la identitat alemanya del territori tot evitant d'esmentar el Tirol, camuflat darrere una referència abstracta a la geografia física. Si el nom s'aplicà a la regió autònoma el 1948, fou per la senzilla raó que continuava (i continua) essent la denominació oficial en llengua italiana, contra el sentit comú i el rigor científic.
En resum:
- Bozen (cat, ús de la forma autòctona) = Bolzano (it) = Bozen (al)
- Tirol del Sud (cat) = Alto Adige (it) [terme administratiu oficial] = Südtirol (al)
- Trento (cat, adopció tradicional de la versió italiana) = Trento (it) = Trent (al)
- Trentino (cat) = Trentino (it) = Trentino (al)

## Economia
Les valls fèrtils de Trentino-Alto Adige produeixen vi, fruites, lactis, mentre que les seues indústries inclouen la química, la producció de metall i la indústria del paper. La regió és una gran exportadora d'energia hidroelèctrica. El turisme és un important recurs i la regió és coneguda per les seues estacions d'esquí, especialment en l'àrea del Val Gardena.

## Història
Històricament el territori formava part de la província austríaca del Tirol.
A conseqüència de la Primera Guerra Mundial, el territori, llargament cobejat per l'irredemptisme italià, fou annexat per l'Estat italià el 1919, en virtut del tractat de pau de Saint-Germain-en-Laye.
La nova regió administrativa fou coneguda com a Venècia Tridentina (Venezia Tridentina). Conclòs el període d'administració especial cívico-militar, el 1923 s'hi implantà l'administració ordinària, i es constituí com a província italiana de Trento; durant alguns anys, regió i província coincidien de ple, doncs.
El 1927 la regió se subdividí en dues províncies: Trento i Bolzano (Bozen), segregada de l'anterior. Trento, teòricament italòfona, era de majoria padana (llombarda) en la meitat occidental i vèneta a l'oriental; Bozen, molt majoritàriament germanòfona. Emperò, l'extrem meridional dels territoris germanòfons restà dins la província de Trento, en una estratègia típica de divisionisme administratiu, de què foren víctimes també els ladins en dues ocasions successives (1923 i 1927).
En aquest període l'única llengua oficial hi era l'italià. La llengua i la cultura alemanyes hi foren arraconades, primer, i, ja en el període feixista, directament perseguides. A subratllar que, ja el 1916, el geògraf Ettore Tolomei, ultranacionalista de llarga carrera en l'irredemptisme, i inventor de Alto Adige per a esborrar el Tirol del Sud (1906), havia rebut l'encàrrec oficial de "restituir-ne" la toponímia italiana, la qual, senzillament, no existia; se la inventà mitjançant calcs maldestres i una pila d'errors grotescos, però el 1923 passà a ésser-ne l'única oficial, i encara avui hi roman cooficial.
Conclosa la Segona Guerra Mundial, i a conseqüència dels compromisos adquirits internacionalment per l'Estat italià en el tractat de pau de París, el 1948 l'antiga Venècia Tridentina s'esfumà; el territori es constituí en regió autònoma sota el nom oficial de Trentino-Tirol del Sud (Trentino-Alto Adige, en italià, i Trentino-Südtirol, en alemany). L'alemany recuperà la plena oficialitat (en cooficialitat amb l'italià, però) tant en el marc de la regió autònoma com, més efectivament, a la província de Bozen, que passà a dur el nom oficial de Bozen en alemany i de Bolzano en italià. Alhora, els límits entre ambdues províncies foren corregits: la província de Bozen incorporà els territoris germanòfons que havien restat sota Trento el 1927.
El 1972 un segon estatut convertí ambdues províncies en autònomes, i pràcticament buidà de poders la regió autònoma com a tal.
El 2001 un tercer estatut amplià les competències. El nom oficial de la regió combinà ambdues llengües i passà a ésser oficialment Trentino-Alto Adige/Südtirol. La província de Bozen passà a dur la designació oficial de Bozen-Tirol del Sud (Bozen-Südtirol en alemany i Bolzano-Alto Adige en italià).
En les darreres dècades, els ladins repartits entre ambdues províncies hi han anat guanyant un cert reconeixement.